# Coelhos
Coelhos é um bairro do Recife, Pernambuco, Brasil. 

## História
O local onde hoje fica o bairro dos Coelhos era propriedade da família Coelho , que passou a ser conhecido como o sítio dos Coelhos. 
Em 1831 uma lei estabelecia que na localidade dos Coelhos fosse construído um hospital de Caridade, o Hospital São Pedro de Alcântara (depois denominado Hospital Pedro II).

## Características
- Localização: Situa-se na RPA: 1, Microrregião: 1.3 [2]
- Área Territorial: 39,9 ha
- População Residente (2000): 6.826 hab

## Construções
Encontra-se nesse bairro o prédio onde funcionou o Hospital Pedro II, pertencente à Santa Casa de Misericórdia, recuperado e administrado pelo IMIP.
Também no bairro encontra-se a Igreja de São Gonçalo , construída em 1712, tendo em seu  interior as imagens de São Benedito, São Gonçalo, Bom Jesus das Dores Crucificado e Nossa Senhora dos Impossíveis.